# Oenanthe schlechteri
Oenanthe schlechteri är en flockblommig växtart som beskrevs av H.Wolff. Oenanthe schlechteri ingår i släktet stäkror, och familjen flockblommiga växter. Inga underarter finns listade i Catalogue of Life.